# Vitamin D5
Vitamin D5 je oblik vitamina D.
Analogna jedinjenja su predložena za upotrebu kao antitumorski agensi.